# Remi Korchemny
Remi Korchemny (* 23. Juni 1932 in der Ukrainischen SSR) ist ein ehemaliger Trainer, der eine Reihe von bekannten, vorwiegend aus den USA stammenden Leichtathleten betreute.
Nach den Olympischen Spielen 1972 zog Korchemny in die USA. Hier arbeitete er als Trainer und Berater von Dwain Chambers, Kelli White, Chryste Gaines, Chris Phillips, Valeriy Borzov, Alvin Harrison, John Register und Grace Jackson.
Korchemny war eine der Hauptpersonen in der im Jahr 2003 bekannt gewordenen BALCO-Affäre. Im Zuge der Ermittlungen gestand er 2006 ein, von 2000 bis 2003 verbotene leistungssteigernde Mittel an Athleten gegeben zu haben. Im Februar 2006 wurde Korchemny zu einer Strafe von einem Jahr auf Bewährung verurteilt. 2007 gab Korchemny seinen Rücktritt als Trainer bekannt.